# Otwarte mistrzostwa Europy par mikstowych w brydżu sportowym
Otwarte Mistrzostwa Europy Par Mikstowych w brydżu sportowym (European Open Bridge Championships - Mixed Par) - zawody par brydżowych w kategorii mikstów, w których startować mogą zawodnicy ze wszystkich krajów (nie tylko europejskich) bez ograniczenia liczby zawodników z jednego kraju.
Otwarte Mistrzostwa Europy Par Mikstowych (OME-PM) obecnie wchodzą w skład  Otwartych Mistrzostw Europy. Poprzednikiem tych zawodów były Mistrzostwa Europy par mikstowych wchodzące w skład Mistrzostw Europy mikstów (European Mixed Championships), których 7 edycji było zorganizowanych w latach 1990..2002.
Aktualnie OME-PM odbywających się w latach nieparzystych. W latach parzystych odbywają się Drużynowe mistrzostwa Europy.  Zawody zostały wpisane do kalendarza EBL od roku 2003 dzięki staraniom ówczesnego Prezydenta EBL Gianarrigo Rona.

## Formuła zawodów
- W Otwartych Mistrzostwach Europy Par Mikstowych w brydżu sportowym  może wziąć udział dowolna liczba par;
- W parze mogą występować zawodnicy z różnych krajów (nie tylko europejskich);
- Nie ma ograniczenia na liczbę zawodników z jednego kraju;
- Zwycięzcy zawodów otrzymują złoty medal oraz tytuł Mistrza Europy;
- Para, która zdobyła 2 miejsce otrzymuje srebrny medal;
- Para, która zdobyła 3 miejsce otrzymuje brązowy medal.

## Podsumowanie medalowe
Poniższa tabela pokazuje zdobycze medalowe poszczególnych krajów. Uwzględnione są wszystkie zawody - zarówno edycje 1..7 (Mistrzostwa Europy Misktów przed włączeniem do Otwartych Mistrzostw Europy), jak i edycje od numeru 8 (po włączeniu do OME).
Jeśli w parze, która zdobyła medal byli zawodnicy z różnych krajów, to każdemu z krajów zostaje przyznany medal.
Po najechaniu kursorem nad liczbę medali wyświetli się wykaz zawodów (następna tabela), na których te medale zostały zdobyte.
| Otwarte Mistrzostwa Europy. Pary Mikstowe. Podsumowanie medalowe (stan na: 27 czerwca 2013, edycje 1..13) | Otwarte Mistrzostwa Europy. Pary Mikstowe. Podsumowanie medalowe (stan na: 27 czerwca 2013, edycje 1..13) | Otwarte Mistrzostwa Europy. Pary Mikstowe. Podsumowanie medalowe (stan na: 27 czerwca 2013, edycje 1..13) | Otwarte Mistrzostwa Europy. Pary Mikstowe. Podsumowanie medalowe (stan na: 27 czerwca 2013, edycje 1..13) | Otwarte Mistrzostwa Europy. Pary Mikstowe. Podsumowanie medalowe (stan na: 27 czerwca 2013, edycje 1..13) | Otwarte Mistrzostwa Europy. Pary Mikstowe. Podsumowanie medalowe (stan na: 27 czerwca 2013, edycje 1..13) |
| F | Kraj | Złotych                                                                                                   | Srebrnych                                                                                                 | Brązowych                                                                                                 | |
| --- | --- | --- | --- | --- | --- |
| Anglia | Anglia | _00_01_00_Anglia                                                                                          | 1 | | |
| Austria                                                                                                   | Austria                                                                                                   | 1 | 2 | | |
| Bułgaria                                                                                                  | Bułgaria                                                                                                  | 2 | 2 | 1 | |
| Francja                                                                                                   | Francja                                                                                                   | 2 | 5 | 6 | |
| Holandia                                                                                                  | Holandia                                                                                                  | 2 | 1 | 1 | |
| Monako | Monako | _00_00_01_Monako                                                                                          | | 1 | |
| Niemcy | Niemcy | 1 | | | |
| Norwegia                                                                                                  | Norwegia                                                                                                  | 1 | | | |
| Polska | Polska | 1 | 1 | | |
| Rosja | Rosja | _00_00_01_Rosja                                                                                           | | 1 | |
| Szwecja                                                                                                   | Szwecja                                                                                                   | 1 | 1 | | |
| Turcja | Turcja | 1 | 1 | 1 | |
| Stany Zjednoczone                                                                                         | USA | _00_00_01_USA                                                                                             | | 1 | |
| Włochy | Włochy | 1 | 1 | 2 | |
| Razem | Razem | 13 | 15 | 14 | |

## Wyniki (medalowe) poszczególnych zawodów
Poniższa tabela zawiera medalowe pozycje Mistrzostw Europy Par Mikstowych  (edycje 1..7) jak i Otwartych Mistrzostw Europy Par Mikstowych (edycje od 8).
| Otwarte Mistrzostwa Europy. Pary. Kategoria Miksty. (stan na: 19 stycznia 2013, edycje 1..12) | Otwarte Mistrzostwa Europy. Pary. Kategoria Miksty. (stan na: 19 stycznia 2013, edycje 1..12) | Otwarte Mistrzostwa Europy. Pary. Kategoria Miksty. (stan na: 19 stycznia 2013, edycje 1..12) |
| Lp                                                                                            | M                                                                                             | Zespół i skład                                                                                |
| --------------------------------------------------------------------------------------------- | --------------------------------------------------------------------------------------------- | --------------------------------------------------------------------------------------------- |
| 13:                                                                                           | 2013, 06-15..29, Ostenda, (Belgia), 416 par                                                   | 2013, 06-15..29, Ostenda, (Belgia), 416 par                                                   |
| 13:                                                                                           | 1                                                                                             | :Desisława Popowa - Rosen Gunew                                                               |
| 13:                                                                                           | 2                                                                                             | : Sylvie Willard - Marc Bompis                                                                |
| 13:                                                                                           | 3                                                                                             | Netsy Sayer - Zachari Zachariew                                                               |
| 12:                                                                                           | 2011, 06-17..07-02, Poznań, (Polska), 208 par                                                 | 2011, 06-17..07-02, Poznań, (Polska), 208 par                                                 |
| 12:                                                                                           | 1                                                                                             | : Catherine d'Ovidio - Philippe Cronier                                                       |
| 12:                                                                                           | 2                                                                                             | : Anna Zack Einarsson - Bengt-Erik Efraimsson                                                 |
| 12:                                                                                           | 3                                                                                             | : Magdaléna Tichá - Richard Ritmeijer                                                         |
| 11:                                                                                           | 2009, 06-12..27, San Remo, (Włochy), 307 par                                                  | 2009, 06-12..27, San Remo, (Włochy), 307 par                                                  |
| 11:                                                                                           | 1                                                                                             | : Emine Kondakci Sen - Tezcan Sen                                                             |
| 11:                                                                                           | 2                                                                                             | : Desisława Popowa - Rosen Gunew                                                              |
| 11:                                                                                           | 3                                                                                             | : Joanna Zochowska - Jean Francois Allix                                                      |
| 10:                                                                                           | 2007, 06-15..30, Antalya, (Turcja), 266 par                                                   | 2007, 06-15..30, Antalya, (Turcja), 266 par                                                   |
| 10:                                                                                           | 1                                                                                             | : Desisława Popowa - Rosen Gunew                                                              |
| 10:                                                                                           | 2                                                                                             | Ahu Zobu – Wiktor Aronow                                                                      |
| 10:                                                                                           | 3                                                                                             | : Ita Gabriella Olivieri - Dano De Falco                                                      |
| 9:                                                                                            | 2003, 06-16..07-02, Arona, (Hiszpania), 240 par                                               | 2003, 06-16..07-02, Arona, (Hiszpania), 240 par                                               |
| 9:                                                                                            | 1                                                                                             | : Tor Helness - Gunn Helness                                                                  |
| 9:                                                                                            | 2                                                                                             | : Sylvie Willard - Herve Mouiel                                                               |
| 9:                                                                                            | 3                                                                                             | : Michael Rosenberg - Debbie Rosenberg                                                        |
| 8:                                                                                            | 2003, 06-14..28, Mentona, (Francja), 380 par                                                  | 2003, 06-14..28, Mentona, (Francja), 380 par                                                  |
| 8:                                                                                            | 1                                                                                             | : Bep Vriend - Anton Maas                                                                     |
| 8:                                                                                            | 2                                                                                             | : Mihaela Popa - Rino Gasp Trapani                                                            |
| 8:                                                                                            | 3                                                                                             | : Gabriella Manara - Dario Attanasio                                                          |
| 7:                                                                                            | 2002, 03-16..22, Ostenda, (Belgia), 402 pary                                                  | 2002, 03-16..22, Ostenda, (Belgia), 402 pary                                                  |
| 7:                                                                                            | 1                                                                                             | : Hedwig Van Glabbeek - Willem Jan Maas                                                       |
| 7:                                                                                            | 2                                                                                             | Kath Nelson - Steve Eginton                                                                   |
| 7:                                                                                            | 3                                                                                             | Miriam Varenne – Franck Multon                                                                |
| 6:                                                                                            | 2000, 03-18..24, Bellaria, (Włochy), 457 par                                                  | 2000, 03-18..24, Bellaria, (Włochy), 457 par                                                  |
| 6:                                                                                            | 1                                                                                             | : Monica Buratti - Carlo Mariani                                                              |
| 6:                                                                                            | 2                                                                                             | : Marlene Duguet - Michel Duguet                                                              |
| 6:                                                                                            | 3                                                                                             | : Elena Maytova - Dmitri Zlotov                                                               |
| 5:                                                                                            | 1998, 03-28..04-03, Akwizgran, (Niemcy), 397 par                                              | 1998, 03-28..04-03, Akwizgran, (Niemcy), 397 par                                              |
| 5:                                                                                            | 1                                                                                             | : Pia Andersson - Arne Larsson                                                                |
| 5:                                                                                            | 2                                                                                             | : Catherine Saul - Paul Chemla                                                                |
| 5:                                                                                            | 3                                                                                             | : Colette Lise - José Damiani                                                                 |
| 4:                                                                                            | 1996, 03-18..23, Monte Carlo, (Monako), 320 par                                               | 1996, 03-18..23, Monte Carlo, (Monako), 320 par                                               |
| 4:                                                                                            | 1                                                                                             | : Maria Erhart - Fritz Kubak                                                                  |
| 4:                                                                                            | 2                                                                                             | : Sylvie Willard - Herve Mouiel                                                               |
| 4:                                                                                            | 2                                                                                             | : Wiesława Tomaszewska - Mariusz Puczyński                                                    |
| 3:                                                                                            | 1994, 03-22..27, Barcelona, (Hiszpania), 374 par                                              | 1994, 03-22..27, Barcelona, (Hiszpania), 374 par                                              |
| 3:                                                                                            | 1                                                                                             | : Sabine Zenkel - Georg Nippgen                                                               |
| 3:                                                                                            | 2                                                                                             | : Andrea Feichtinger - Kurt Feichtinger                                                       |
| 3:                                                                                            | 3                                                                                             | : Danièle Gaviard - Alain Levy                                                                |
| 2:                                                                                            | 1992, 03-24..29, Ostenda, (Belgia), 251 par                                                   | 1992, 03-24..29, Ostenda, (Belgia), 251 par                                                   |
| 2:                                                                                            | 1                                                                                             | : Ewa Harasimowicz - Marcin Leśniewski                                                        |
| 2:                                                                                            | 2                                                                                             | : Hiske Gerbrandy - Arie Jongejan                                                             |
| 2:                                                                                            | 3                                                                                             | : Bénédicte Cronier - Michel Bessis                                                           |
| 1:                                                                                            | 1990, 03-21..25, Bordeaux, (Francja), 367 par                                                 | 1990, 03-21..25, Bordeaux, (Francja), 367 par                                                 |
| 1:                                                                                            | 1                                                                                             | : Catherine Saul - Jean-Christophe Quantin                                                    |
| 1:                                                                                            | 2                                                                                             | : Sylvia Terraneo - Franz Terraneo                                                            |
| 1:                                                                                            | 3                                                                                             | : Sylvie Willard - Herve Mouiel                                                               |